# Martin Deschamps
 (novembre 2011).
Pour la mathématicienne, voir Mireille Martin-Deschamps.
Martin Deschamps est un chanteur rock québécois (auteur-compositeur-interprète) né le 23 juin 1970 à Montréal.

## Biographie
Dès l'enfance, Martin Deschamps s'initie à la musique. Il reçoit sa première batterie à l'âge de 11 ans. Malgré un handicap important qui ne lui laisse qu'une jambe et un demi-bras, il réussit avec persévérance à développer son talent musical et commence même à s'initier à la basse. Par la suite, Martin Deschamps fait partie du groupe « DEEP FREEZE », mais reste méconnu du grand public jusqu'en 1996, année où il décroche le titre de meilleur chanteur à L'Empire des futures stars. Sa performance lui permet de se faire remarquer par le groupe Offenbach, qui le choisit pour prendre la relève vocale de Gerry Boulet; s'ensuit une série de 52 spectacles avec la formation.
Il enregistre son premier album solo Comme je suis en 2000. Avec les succès des singles « Comme je suis », « Ma blonde est tellement... », « Mon chien est mort » et « Casanova », Martin Deschamps est rapidement propulsé au sommet des palmarès. Son album se vend à 75 000 exemplaires.
En 2001, il lance son deuxième album, Différent, enregistré devant public. Il y reprend quelques succès du premier album ainsi que quelques nouvelles chansons comme Quand et Destiné. On y retrouve également quelques reprises de succès connus tels « C'est ma vie », « Mes blues passent pu dans porte », « Up Where We Belong » et « Back in Black ». L'album est vendu à environ 20 000 copies.
En 2002, il participe à l'enregistrement de la trame sonore du film L'Odyssée d'Alice Tremblay sur laquelle il exécute deux chansons. Il présente plusieurs centaines de spectacles dans sa tournée du Québec et même quelques-uns en France où il a été apprécié par la critique et par le public.
De retour au Québec en 2003, il prépare son troisième album Le désert connu principalement pour le succès « Vérité ».
En 2005, il lance l'album Nature sur lequel il reprend une douzaine des vieux succès du groupe Offenbach. Il interprète aussi cette année-là la chanson thème du film Les Boys 4.
En 2006, il lance son quatrième album solo Intense sur lequel figurent les chansons « Respire » et « Envoler ». On peut retrouver également sur cet album une reprise de la ballade « Quand les hommes vivront d'amour » de Raymond Lévesque. Il participa également à l'album Live au Centre Bell du groupe Les Respectables. En 2007, il participe à l'album Chansons à gogo en interprétant « Avant de me dire adieu » du groupe Les Classels.
Il effectue la tournée québécoise de l'album Intense et projette de sortir un nouvel album ensuite[réf. nécessaire].
En 2009, AC/DC annonce in extremis le remplacement de The Answer par Martin Deschamps pour leur première partie au stade olympique de Montréal lors de la tournée Black Ice World Tour. En effet, le concert du mois d'août n'affiche toujours pas salle comble en juin; la direction d'AC/DC prend alors la décision d'engager un gros nom local, ce qui propulsera la vente de billets. Deschamps, alors connu auprès d'AC/DC par son surnom « Ginger », a l'occasion de rencontrer son idole Brian Johnson qui lui confie « We're finishing in May and that's me done! » Deschamps lui répond alors qu'à 61 ans, il est trop jeune pour prendre sa retraite, ce qui aurait donné l'énergie à Johnson de continuer jusqu'en 2016.

## Discographie

### Solo
- 2000 : Comme je suis

### AvecDeep Freeze
- 1995 : Feel Alive

### AvecOffenbach
- 2005 : Nature

### Compilations, bandes sonores, apparitions
- 2001 : Les divans
- 2002 : L'Odyssée d'Alice Tremblay
- 2004 : Les étoiles de Noël
- 2005 : Les Boys 4
- 2006 : Live au Centre Bell, avec le groupe Les Respectables
- 2007 : Chansons à gogo
- 2010 : Nostalgie des fêtes (avec Vic Vogel)
- 2012 : Top 10